# Partit Republicà Català
|  | Vegeu Partit Republicà Català (1917-1931) pel partit històric republicà i catalanista amb el mateix nom. |

El Partit Republicà Català (RC) és un partit polític independentista català, fundat el 2006 per un grup d'independentistes decebuts del tarannà dels partits existents.

## Història
L'Onze de Setembre del 2005 un grup procedent de diferents àmbits de l'independentisme i el catalanisme inicien converses per tal d'arribar a la creació del partit. Després de diverses reunions s'elabora un document denominat Crida al Poble Català el dia 22 d'abril al Massís del Montseny i es posa la llavor del Partit Republicà Català.
El treball i les negociacions continuen fins a la celebració de la Convenció Independentista i Republicana, el dia 24 de maig, a l'Euskal Etxea, a Barcelona, en què una representació de la comissió organitzadora del partit presenta la iniciativa als assistents, que es convida a entrar en el projecte. En aquest mateix acte es llegeix el Manifest del Montseny i es fa conèixer el nom dels 150 primers signants. Així mateix, es presenta l'anagrama del nou partit. L'endemà, dia 25 de maig, en dos actes celebrats a Girona i a Barcelona es presenta públicament als mitjans de comunicació el Partit Republicà Català i el seu projecte polític. L'Assemblea Constituent se celebra el 7 d'octubre del 2007, i el 17 de novembre el primer Congrés Nacional.
El segon Congrés Nacional de la formació, celebrat el març de 2010 va aprovar una ponència estratègica que fixava com a objectiu articular una proposta electoral unitària o coalició en les eleccions al Parlament de Catalunya de 2010.
L'estiu del 2010 va participar en la Conferència Nacional del Sobiranisme, tot i que finalment el 31 d'agost del 2010, juntament amb altres partits, va coalitzar-se amb Solidaritat Catalana per la Independència.

## Resultats electorals
L'1 de novembre de 2006 el Partit Republicà Català participa en les eleccions al Parlament de Catalunya de 2006, amb les sigles RC, i obté un total de 5.847 vots, el 0,20% del total sense aconseguir cap escó. En les eleccions generals espanyoles de 2008 va obtenir 6.746 vots al Congrés dels Diputats.
El 28 de novembre del 2010 es van fer les eleccions al Parlament de Catalunya, i l'RC s'hi va presentar en la coalició Solidaritat Catalana per la Independència que va obtenir 4 diputats, amb 102.921 vots (un 3,29% dels vots emesos). Aquests diputats foren Joan Laporta, Alfons López Tena i Uriel Bertran per Barcelona i Antoni Strubell per Girona.